# Dicranomyia (Peripheroptera) prindlei
Dicranomyia (Peripheroptera) prindlei is een tweevleugelige uit de familie steltmuggen (Limoniidae). De soort komt voor in het Neotropisch gebied.